# Västansjön, Västerbotten
Västansjön är en sjö  i den del av Bjurholms kommun som ligger i Västerbotten. Den ingår i Hörnåns huvudavrinningsområde. Sjön har en area på 0,105 kvadratkilometer och ligger 249,1 meter över havet. Sjön avvattnas av vattendraget Myrkanalen.

## Delavrinningsområde
Västansjön ingår i det delavrinningsområde (711086-166981) som SMHI kallar för Ovan 710886-167114. Medelhöjden är 231 meter över havet och ytan är 7,96 kvadratkilometer. Det finns inga avrinningsområden uppströms utan avrinningsområdet är högsta punkten. Myrkanalen som avvattnar avrinningsområdet har biflödesordning 2, vilket innebär att vattnet flödar genom totalt 2 vattendrag innan det når havet efter 71 kilometer. Avrinningsområdet består mestadels av skog (78 procent) och sankmarker (10 procent). Avrinningsområdet har 0,11 kvadratkilometer vattenytor vilket ger det en sjöprocent på 1,3 procent.